# Томас Маршбърн
Томас Хенри „Том“ Маршбърн (на английски: Thomas Henry "Tom" Marshburn) e американски лекар и астронавт на НАСА, участник в два космически полета и дълговременен престой в космоса по време на Експедиция 34 на МКС.

## Образование
Томас Маршбърн завършва колежа  Henderson High School, Атланта, Джорджия през 1978 г. През 1982 г. завършва колежа Davidson College в Северна Каролина с бакалавърска степен по физика. През 1984 г. става магистър по същата специалност в университета на щата Вирджиния. През 1989 г. завършва медицина в университета Wake Forest University, Уинстън-Сейлъм, Северна Каролина. През 1997 г. става магистър по спешна медицинска помощ в университета на Тексас. Владее перфектно писмено и говоримо руски език.

## Служба в НАСА
Томас Маршбърн започва работа в Космическия център Линдън Джонсън, Хюстън, Тексас през ноември 1994 г. февруари 1996 до май 1997 г. преминава тренировъчен курс за полетни лекари в Звездното градче край Москва, Русия. Избран e избран за астронавт от НАСА на 6 май 2004 г., Астронавтска група №19. През февруари 2006 г. завършва общия курс на подготовка. Взема участие в два космически полета. През 2012 г. е включен в дублиращия екипаж на космическия кораб Союз ТМА-05М. Има в актива си четири космически разходки с обща продължителност 24 часа и 29 минути.

## Полет
Томас Маршбърн лети в космоса като член на екипажа на две мисии:
| Космически полет на Томас Хенри „Том“ Маршбърн            | Космически полет на Томас Хенри „Том“ Маршбърн | Космически полет на Томас Хенри „Том“ Маршбърн | Космически полет на Томас Хенри „Том“ Маршбърн | Космически полет на Томас Хенри „Том“ Маршбърн | Космически полет на Томас Хенри „Том“ Маршбърн | Космически полет на Томас Хенри „Том“ Маршбърн |
| №                                                         | Дата                                           | КК                                             | Емблема на мисията                             | Функции                                        | Продължителност                                |                                                |
| --------------------------------------------------------- | ---------------------------------------------- | ---------------------------------------------- | ---------------------------------------------- | ---------------------------------------------- | ---------------------------------------------- | ---------------------------------------------- |
| 1                                                         | 15 юли 2009                                    | „Индевър“, мисия STS-127                       |                                                | Специалист на мисията                          | 15 денонощия 16 часа 44 минути 58 сек.         |                                                |
| 2                                                         | 19 декември 2012                               | „Союз ТМА-07М“, Експедиция 34 на МКС           |                                                | Бордови инженер                                | 145 денонощия 11 часа 19 минути 02 сек.        |                                                |
| Сумарно време в космоса – 161 денонощия 07 часа 04 минути |                                                |                                                |                                                |                                                |                                                |                                                |

## Личен живот
Томас Маршбърн е женен и има едно дете.